# Sachsova–Hornbostelova klasifikace hudebních nástrojů
Sachsova–Hornbostelova klasifikace hudebních nástrojů je nejpoužívanějším systémem pro třídění hudebních nástrojů. Zakládá se na způsobu tvoření zvuku, nikoli na způsobu hry, nebo konstrukčních vlastnostech nástrojů jako klasifikace předešlé (např. rozdělení na dechové, smyčcové, klávesové nástroje atd.). Její uveřejnění roku 1914 znamenalo zásadní změnu ve způsobu klasifikace hudebních nástrojů. Především v etnomuzikologii a organologii se tato klasifikace používá téměř výhradně.
Tento systém vytvořili muzikologové Erich Moritz von Hornbostel (1877–1935) a Curt Sachs (1881–1959) původně pro potřeby systematického třídění hudebních nástrojů z celého světa, uložených v muzejních sbírkách. Označování nástrojů vychází z Deweyova desetinného systému – každý typ hudebního nástroje je charakterizován číselným kódem. První číslo označuje hlavní skupinu nástrojů podle fyzikální podstaty tvoření tónu, následující čísla označují podskupinu podle způsobu hry na nástroj a základních principů stavby. Další čísla, oddělená tečkou, nástroje blíže specifikují. Navržený systém autoři publikovali v německém časopise Zeitschrift für Ethnologie v roce 1914.
Jsou vymezeny čtyři základní skupiny:
- Idiofony – samozvučné nástroje, u nichž zvuk vzniká kmitáním tělesa nástroje.
- Membranofony – blanozvučné nástroje, u nichž zvuk vzniká kmitáním membrány.
- Chordofony – strunozvučné nástroje, u nichž zvuk vzniká kmitáním struny.
- Aerofony – vzduchozvučné nástroje, u nichž zvuk vzniká kmitáním vzduchu.

Později byly přidány:
- Elektrofony – elektrické nástroje, u nichž je zvuk vytvářen elektricky.

Spíše teoretickou skupinu tvoří:
- Hydrofony – vodozvučné nástroje, u nichž zvuk vzniká kmitáním vody.

První dvě úrovně třídění ukazuje následující tabulka:
| Název            | Číselná klasifikace | Popis                                                              |
| ---------------- | ------------------- | ------------------------------------------------------------------ |
| Idiofony         | 1                   | Materiál nástroje vydává tón díky své pružnosti                    |
| Úderové          | 11                  | Nástroj je rozechvíván úderem                                      |
| Trsací           | 12                  | Nástroj je rozechvíván vychýlením kmitající části z klidové polohy |
| Třecí            | 13                  | Kmity jsou vybuzovány třením                                       |
| Vzduchové        | 14                  | Nástroj je rozezvučen proudem vzduchu                              |
| Membranofony     | 2                   | Zvuk je vyluzován membránou                                        |
| Úderové          | 21                  | Membrána nástroje je rozechvívána úderem                           |
| Trsací           | 22                  | Kmity jsou vybuzovány trsáním                                      |
| Třecí            | 23                  | Kmity jsou vybuzovány třením                                       |
| Chordofony       | 3                   | Zvuk vzniká kmitáním struny                                        |
| Jednoduché       | 31                  | Základem nástroje je struna a její upevnění                        |
| Složené          | 32                  | Nedílnou součástí nástroje je rezonátor                            |
| Aerofony         | 4                   | Zvuk vzniká kmitáním vzduchu nebo jiného plynu                     |
| Volné            | 41                  | Kmitající vzduch není ohraničen nástrojem                          |
| Uzavřené         | 42                  | Kmitající vzduch je ohraničen nástrojem                            |
| Elektrofony      | 5                   | Zvuk je vytvářen elektricky                                        |
| Elektroakustické | 51                  | Zvuk vzniká mechanicky a elektricky je zesilován a upravován       |
| Elektronické     | 52                  | Zvuk je vytvářen čistě elektronicky                                |
| Hydrofony        | 6                   | Zvuk vzniká kmitáním vody nebo jiné kapaliny                       |